# Det kolossale menneske
Det kolossale menneske er en biografi om jazz-musikeren og X Factor-dommeren Thomas Blachman skrevet af Torben Steno og Thomas Blachman selv. Bogen er første gang udgivet i år 2008.

## Modtagelse
GAFFA's anmelder Michael Jose Gonzalez gav biografien fire ud af seks mulige stjerner, hvilket Berlingske også gav.